# Motorové vozidlo

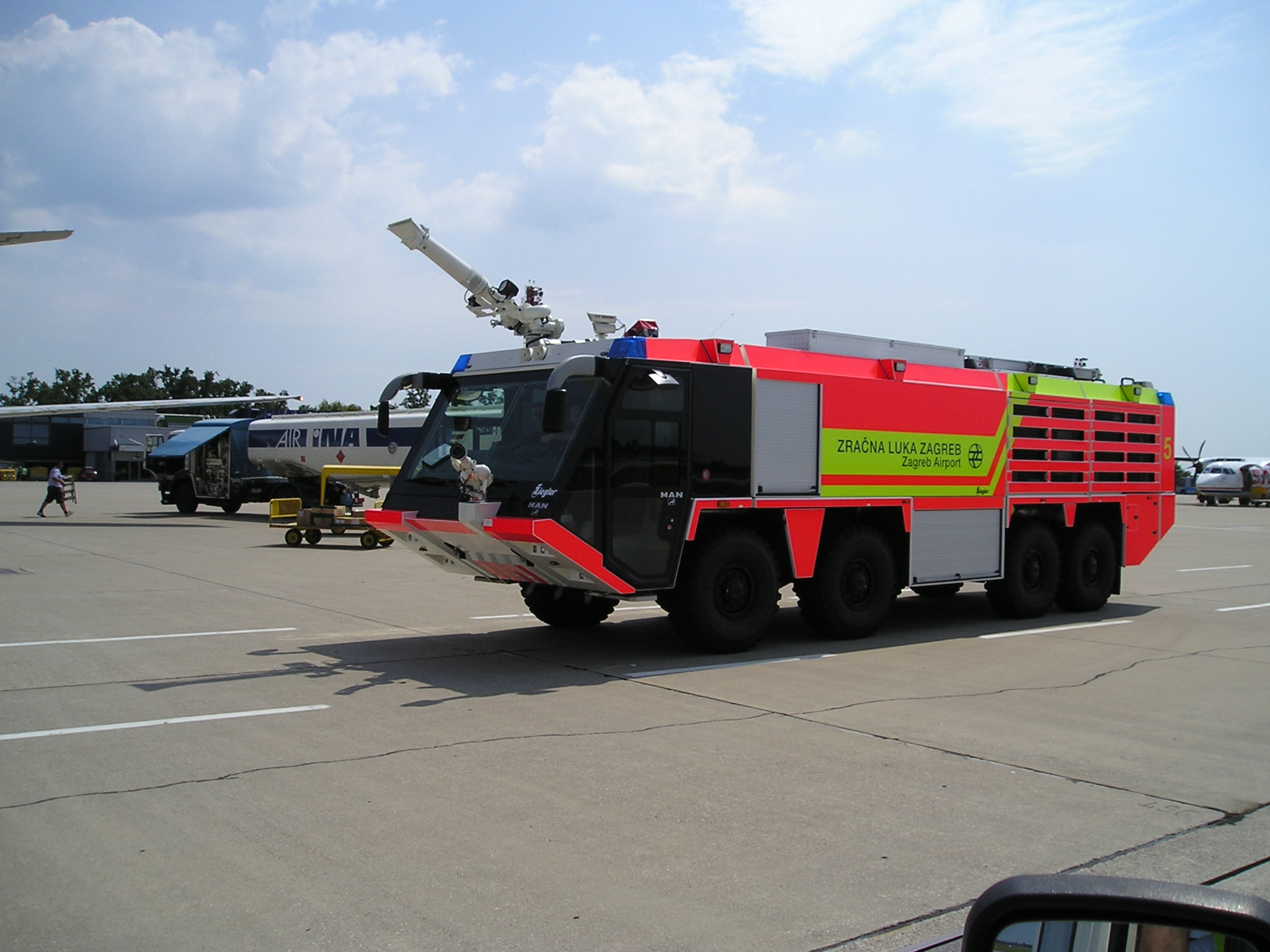
Hasičské vozidlo Ziegler Z8

Jako motorové vozidlo je zpravidla označován takový nekolejový pozemní dopravní prostředek, který ke svému pohonu využívá síly některého druhu motoru. Český zákon č. 361/2000 Sb., o provozu na pozemních komunikacích, v § 2 písm. g) definuje, že motorové vozidlo je nekolejové vozidlo poháněné vlastní pohonnou jednotkou a trolejbus. Český zákon č. 56/2001 Sb., o podmínkách provozu vozidel na pozemních komunikacích, pojem motorové vozidlo používá, aniž by jej definoval; používá též užší pojem silniční motorové vozidlo. Motorovým vozidlem ve smyslu legislativy silničního provozu může být též zvláštní nebo sportovní vozidlo, i když není silničním vozidlem.

## Konstrukce motorových vozidel
Motorová vozidla se podle konstrukce dělí na jednostopá (motocykly, jízdní kola s pomocným motorkem atd.) a dvoustopá (osobní a nákladní automobily, autobusy, speciální vozidla atd.). K některým motorovým vozidlům se připojují přípojná vozidla, což jsou zejména přívěsy a návěsy.
- Motor může být spalovací, což je v současnosti nejběžnější varianta, nebo například elektrický. Motor motorového vozidla (hnací jednotka) zahrnuje pevné části, pohyblivé části, zařízení pro tvorbu směsi, mazání, chlazení a výfuk. Alternativní koncepce pohonu mohou být konstruovány jinak.
- Přenos trakční energie v motorovém vozidle – jednotku přenosu energie tvoří spojka, převodovka, kloub, kloubová hřídel, náprava, rozvodovka, diferenciál. Některá motorová vozidla mají pohon všech kol.
- Opěrnou a nosnou jednotku motorových vozidel tvoří podvozek a karoserie. Vozidla jsou vybavena odpružením, tlumiči odpružení a aktivní stabilizací podvozku. Na podvozku jsou zavěšena kola s pneumatikami, speciální vozidla, vozidla pro pohyb na sněhu a pojízdné pracovní stroje však mohou být vybavena například pásy nebo koly bez pneumatik. Dalšími funkčními systémy jsou řízení a brzdy.
- Elektrická zařízení motorových vozidel (elektrohydraulická zařízení, elektronické a elektrické systémy) jsou zdroje energie, elektromotory, snímače, zapalování, osvětlení, elektroinstalace, palubní přístroje, elektronické obvody, odrušení, stěrače, klimatizace, centrální zamykání, zabezpečení, elektrické ovládání, asistenční systémy řidiče a informační systémy.

## Péče o motorové vozidlo
- Diagnostika motorových vozidel
- Údržba motorového vozidla
- Opravy motorových vozidel
- Ochrana životního prostředí: legislativa, využití odpadů, recyklace, likvidace vozidel

## Používání motorových vozidel
Ve většině zemí světa určují podmínky používání motorových vozidel zvláštní právní předpisy, které mimo jiné určují:
- kdo a v jakém věku je oprávněn řídit motorové vozidlo (typicky dospělý držitel platného oprávnění pro danou kategorii vozidel)
- podmínky řízení (např. pojištění, aktuální fyzický a duševní stav řidiče atp.)
- kde se vozidla mohou a kde se nemohou pohybovat
- rychlostní omezení
- dopravní předpisy a pravidla silničního provozu
- požadavky na základní povinnou a speciální výbavu (motocyklová helma, bezpečnostní pás, atp.)
- požadavky na vozidla v oblasti bezpečnosti, ekologie apod.